# Bryn Athyn
Bryn Athyn est un borough situé dans le comté de Montgomery, État de Pennsylvanie aux États-Unis. En 2010, sa population est de 1 375 habitants.